# Aptostichus stanfordianus
Aptostichus stanfordianus là một loài nhện trong họ Cyrtaucheniidae. Loài này phân bố ở Hoa Kỳ.